# 等方二次形式
数学における等方二次形式（とうほうにじけいしき、英: isotropic quadratic form）は、ヌルベクトル（それに代入して零になるような非零ベクトル）を持つような二次形式を言う。等方的でない二次形式は非等方的 (anisotropic) と言う。

## 定義
具体的に、q を体 F 上のベクトル空間 V で定義された二次形式とする。非零ベクトル v ∈ V が（q に関して）等方的あるいは等方ベクトルであるとは、q(v) = 0 なるときに言う（零ベクトルも自明な等方ベクトルと見なすこともある）。二次形式 q が等方的なるための必要十分条件は、q に関する等方ベクトルが少なくとも一つ存在することである。
二次空間 (V, q) とその部分線型空間 W に対して、W が V の等方部分空間 (isotropic subspace) とは W に属するあるベクトルが（q に関して）等方的となるときに言い、完全等方部分空間 (totally isotropic subspace) とは W に属する任意のベクトルが等方的となるときに言う。また、非等方部分空間 (anisotropic subspace) は（非零な）等方ベクトルをまったく含まないときに言う。二次空間の等方性指数 (isotropy index) は、その完全等方部分群の次元の最大値である。
有限次元実ベクトル空間 V 上の二次形式 q が非等方的となるための必要十分条件は、q が定符号二次形式、つまり
- 正定値性: q(v) > 0 (∀v(≠ 0) ∈ V),
- 負定値性: q(v) < 0 (∀v(≠ 0) ∈ V)

の何れかを満たすことである。より一般に、二次形式 q が非退化かつ符号数 (a, b) を持つならば、その等方性指数は min(a, b) に等しい。

## 双曲型平面
注双曲幾何学における平面と混同してはならない。
F-平面 V = F2 の任意の動点を (x, y) とすれば、二次形式 q = xy と r = x2 − y2 は同値である（すなわち、V 上の線型変換で q を r に、また r を q に写すものがそれぞれ存在する）。然るに (V, q) および (V, r) はともに等方二次空間であり、これらを双曲型平面あるいは双曲平面 (hyperbolic plane) と呼ぶ。よく知られる実例として、F = R（実数直線）において、部分空間 {x ∈ V : q(x) = (非零定数)} および {x ∈ V : r(x) = (非零定数)}は双曲線である。特に {x ∈ V : r(x) = 1} は単位双曲線 と言う。Milnor & Husemoller (1973, p. 9) が双曲型平面に対して用いた記法 ⟨1⟩ ⊕ ⟨−1⟩ は二変数多項式 r の各項の符号を示すものであった。

## 分解型二次空間
二次空間 (V, q) が分解型 (split) または metabolic であるとは、その部分空間 W で W の（q に関する）直交補空間が W 自身 (W⊥ = W i.e. q(W, W) = 0) となるものが存在するときに言う。これは V の等方性指数が次元 dim V の半分に等しいと言っても同じことである。双曲型平面は分解型二次空間の一つの例であり、また標数 ≠ 2 の任意の体上で分解型二次空間は双曲型平面の直和に分解される。

## 二次形式の分類に関して
二次形式の分類の観点からは、非等方空間は任意の次元の二次空間を作るための基本構成要素である。一般の体 F に対して非等方二次形式を分類することは自明な問題ではない。対照的に、等方二次形式はより扱いが簡単であるのが普通である。ヴィットの分解定理によれば、与えられた体上の任意の内積空間は一つの分解型空間と一つの非等方空間との直交直和に分解できる。

## いくつかの体における結果
- F が代数閉体（例えば複素数体 C）ならば、その上の次元が 2 以上の二次空間 (V, q) は等方的である。
- F が有限体のとき、二次空間 (V, q) の次元が 3 以上ならば、それは等方的である。
- F が p-進数体 Qp で二次空間 (V, q) が 5 次元以上ならば等方的である。

## 注